# Белавино (Опочецкий район)
Белавино — деревня в Опочецком районе Псковской области. Входит в состав Болгатовской волости. До 3 июня 2010 года входила в состав ныне упразднённой Духновской волости. Численность населения по состоянию на 2000 год составляла 19 человек, в 2018 году - 10 человек.

## География
Деревня находится  в юго-западной части региона, в зоне хвойно-широколиственных лесов, на северо-восточном прибрежье озера Быкова, в 43 км к востоку от города Опочка и в  4 км к северо-востоку от деревни Духново (бывшего волостного центра).

### Климат
Климат характеризуется как умеренно континентальный, влажный. Средняя многолетняя температура самого холодного месяца (января) составляет −7,3 °С (абсолютный минимум — −42 °C), средняя температура самого тёплого (июля) — 18°С (абсолютный максимум — 36 °C). Продолжительность безморозного периода составляет в среднем 137 дней. Среднегодовое количество осадков — 562 мм, из которых 405 мм выпадает в период с апреля по октябрь.

## Население
| 2001 | 2002 | 2010 | 2013 | 2014 | 2015 | 2016 |
| ---- | ---- | ---- | ---- | ---- | ---- | ---- |
| 19   | ↗23  | ↗25  | ↘15  | ↘10  | ↗17  | ↘16  |

## Инфраструктура
Личное подсобное хозяйство.

## Транспорт
Просёлочные дороги. 